# Comuna de Wadowice Górne
Wadowice Górne (polaco: Gmina Wadowice Górne) é uma gminy (comuna) na Polónia, na voivodia de Subcarpácia e no condado de Mielecki. A sede do condado é a cidade de Wadowice Górne.
De acordo com os censos de 2004, a comuna tem 7247 habitantes, com uma densidade 83,1 hab/km².

## Área
Estende-se por uma área de 87,16 km², incluindo:
- área agricola: 81%
- área florestal: 8%

## Demografia
Dados de 30 de Junho 2004:
|                      | Total   | Total | Mulheres | Mulheres | Homens  | Homens |
| -------------------- | ------- | ----- | -------- | -------- | ------- | ------ |
|                      | pessoas | %     | pessoas  | %        | pessoas | %      |
| População            | 7247    | 100   | 3569     | 49,2     | 3678    | 50,8   |
| Densidade (pop./km²) | 83,1    | 100   | 40,9     | 40,9     | 42,2    | 42,2   |

De acordo com dados de 2002, o rendimento médio per capita ascendia a 1263,65 zł.

## Subdivisões
- Grzybów, Izbiska, Jamy, Kawęczyn, Kosówka, Piątkowiec, Przebendów, Wadowice Dolne, Wadowice Górne, Wampierzów, Wierzchowiny, Wola Wadowska, Zabrnie.

## Comunas vizinhas
- Czermin, Mielec, Radgoszcz, Radomyśl Wielki, Szczucin